# Анциферово (Владимирская область)
Анциферово — деревня в Собинском районе Владимирской области России, входит в состав Куриловского сельского поселения.

## География
Деревня расположена в 14 км на северо-запад от центра поселения деревни Курилово и в 25 км на северо-запад от райцентра города Собинка.

## История
В конце XIX — начале XX века деревня входила в состав Ставровской волости Владимирского уезда. В 1859 году в деревне числилось 33 двора, в 1905 году — 47 дворов, в 1926 году — 37 хозяйств.
С 1929 года деревня входила в состав Ореховского сельсовета Ставровского района, с 1932 года — в составе Глуховского сельсовета Собинского района, с 1945 года — в составе Ставровского района, с 1954 года — в составе Юровского сельсовета, с 1965 года — в составе Собинского района, с 1976 года — в составе Куриловского сельсовета, с 2005 года — в составе Куриловского сельского поселения.

## Население
| 1859 | 1905 | 1926 | 2002 | 2010 | 2021 |
| ---- | ---- | ---- | ---- | ---- | ---- |
| 292  | ↘270 | ↘190 | ↘10  | ↘6   | ↘5   |